# Cyanistes semilarvatus
Parus semilarvatus е вид птица от семейство Paridae. Видът е почти застрашен от изчезване.

## Разпространение и местообитание
Видът е ендемичен за тропическите влажни равнинни гори на Филипините. Среща се на островите Лусон и Минданао.